# 伊萬尼夫卡 (卡緬涅茨-波多利斯基區)
48°51′25″N 27°12′56″E / 48.85694°N 27.21556°E
伊萬尼夫卡（烏克蘭語：Іванівка）是位於烏克蘭西部的村莊，由赫梅利尼茨基州裡卡緬涅茨-波多利斯基區的新烏希察市鎮負責管轄。該村始建於1770年，面積0.89平方公里，海拔高度272米，2001年人口281。